# Ledbury
Ledbury ist eine englische Stadt in der Grafschaft Herefordshire in der Region West Midlands in England. Sie liegt östlich von Hereford und westlich der Malvern Hills am Fluss Leadon.

## Name
Ledbury wurde wahrscheinlich wie die Städte Leominster, Bromyard und Ross-on-Wye, während der Zeit von Bischof Richard de Capella (1121–1127) auf bischöflichem Grundbesitz gegründet. An der Stelle befand sich eine befestigte Wehranlage (engl. bury), die zusammen mit dem Fluss Leadon die Namensgebung der Stadt bestimmt hat. Im Domesday Book wurde Ledbury als Liedeberge erfasst.

## Sehenswürdigkeiten

### Ledbury Market House

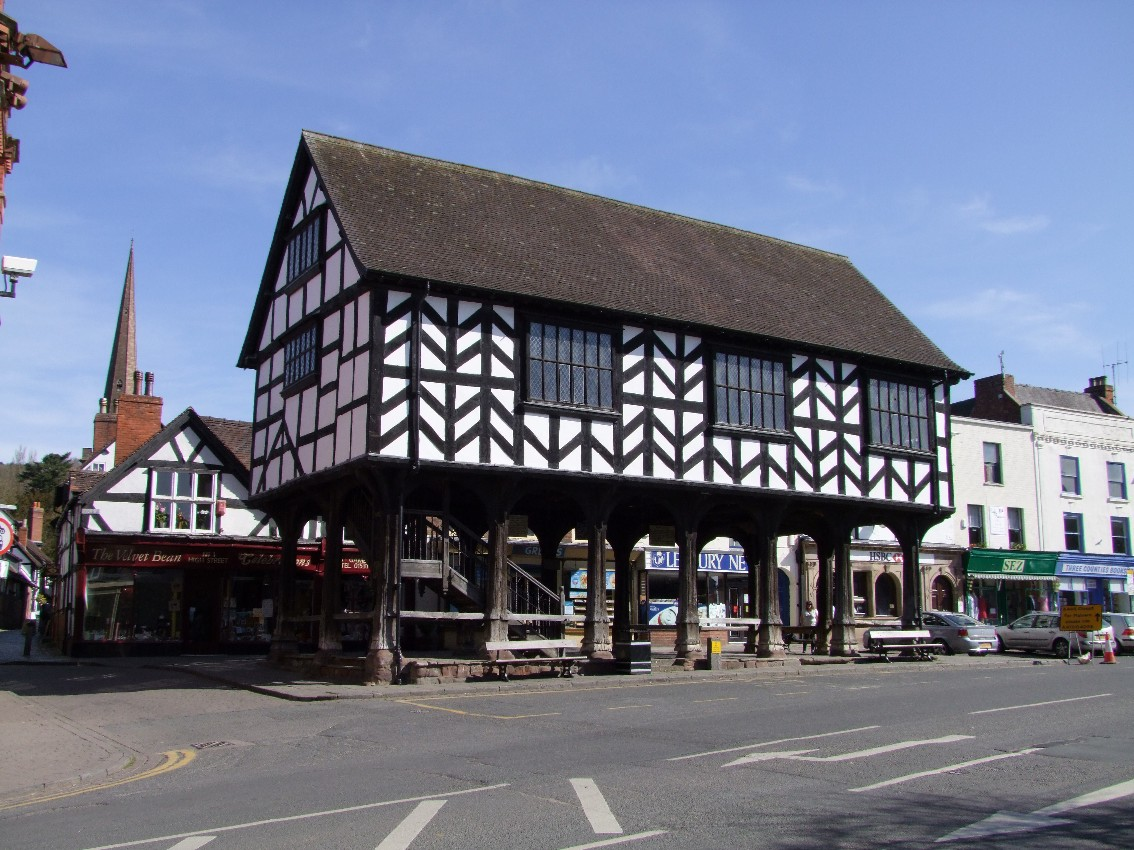
Ledbury, Marktgebäude

Die Arbeiten zur Errichtung eines Market House begannen 1617. Laut den verfügbaren Aufzeichnungen sollte es ein zweigeschossiger Bau auf 16 Säulen mit einem Fachwerkrahmen und einer Auffüllung aus Backstein sein. Marktgebäude wie dieses waren zu dieser Zeit üblich. Die oberen Räume wurden für den Abschluss von Geschäften oder als Rathaus genutzt. Das Dachgeschoss diente als Lagerraum für Getreide. Alte Dokumente deuten hier darauf hin, dass die oberen Räume unterschiedlich genutzt wurden, nicht nur für die Lagerung von Getreide, sondern auch für Wolle, Hopfen und Eicheln.

### Herefordshire und Gloucestershire Canal
Der Herefordshire und Gloucestershire Kanal, der von Gloucester bis hier im Jahre 1798 eröffnet wurde, ging durch den unteren Teil der Stadt mit Anlägeplätzen an der Bye Street und an der heutigen Ross Road in der Nähe des Full Pitcher Public House. Im Jahre 1885 wurde ein Teil des Kanals auf der Strecke Ledbury-Gloucester für die Ledbury und Gloucester Railway genutzt.

### Kirche St. Michaels and All Angels
Im 12. Jahrhundert entstand auf dem Gelände eines Vorgängerbaus aus dem 8. Jahrhundert die heutige anglikanische Pfarrkirche St. Michaels and All Angels. In der Kirche befindet sich ein 3,60 Meter breites Abendmahlsgemälde, das von Tizian erschaffen und ab 2018 umfassend restauriert wurde.

## Persönlichkeiten
- Henry Scott Holland (1847–1918), englischer Geistlicher und anglikanischer Theologe sowie Regius Professor of Divinity an der Universität von Oxford
- Will Merrick (* 1993), Schauspieler